# Ábrahám (családnév)
Az Ábrahám régi magyar családnév. Apanév, amelynek előzménye az Ábrahám személyév.

## Híres Ábrahám nevű személyek
- Ábrahám Ambrus Andor (1893–1989) magyar zoológus, ideghisztológus, az MTA tagja
- Ábrahám Attila (1967) olimpiai bajnok magyar kajakozó, sportvezető
- Ábrahám Attila (1962) magyar nemzetközi labdarúgó-játékvezető
- Ábrahám Bogdán (1815–1871) magyar orvos
- Ábrahám Edit (1956) magyar színpadi és filmszínésznő
- Ábrahám Jakab (1952) erdélyi magyar képzőművész
- Ábrahám Mária (1956) Vidács Györgyné, magyar tekéző
- Ábrahám Mariann (1933) magyar zongoraművész
- Ábrahám Márta (1971) magyar hegedűművész
- Ábrahám Miklós (1928–2011) magyar előadóművész, nótaénekes
- Ábrahám Pál (1892–1960) magyar zeneszerző
- Ábrahám Sándor (1932–2017) magyar biokémikus
- P. Ábrahám Dezső (1875–1973) magyar ügyvéd, politikus